# 伊斯鲁恩·恩格尔哈德
伊斯鲁恩·恩格尔哈德（Isrun Engelhardt，1941年—2022年3月22日）是波恩大學的歷史學家和哲學家。

## 生平
伊斯鲁恩·恩格尔哈德1974年在慕尼黑大學獲得博士，然後在波恩大學中亞研究所進行研究。她的研究重點是依據藏文來源研究十七至二十世紀西藏與西歐的關係。
她是研究舍费尔考察最出色的学者，她的《恩斯特·舍费尔西藏考察1938－1939：对西藏20世纪前半期政治史的新认识》一文强调了考察的“科学性质”，认为西方国家尤其是当时的英国对这次考察渲染了太多的政治和纳粹色彩。

## 著作
- Isrun Engelhardt, Bianca Herleman, Clare Harris, Claudius Müller, Tibet in 1938-1939. Photographs from the Ernst Schäfer Expedition to Tibet, Serindia, Chicago, 2007. ISBN 9781932476309 （英文）
- The first Tibetan serial August Hermann Francke's La-dvags-kyi-ag-bâr (1904 - 1907) ; facsimile of a unique set in the archives of the Evangelische Brüderunität, Herrnhut, Hartmut Walravens; Isrun Engelhardt; August Hermann Francke; Berlin Staatsbibliothek 2010, ISBN 9783880531611 （英文）